# Dobrava, Beljak
Dobrava (nemško Mittewald) je naselje Statutarnega mesta Beljak na Koroškem v Avstriji.